# Наумовка (Рязанская область)
Наумовка — деревня в Михайловском районе Рязанской области России.

## История
В 1850 г. было 2 помещика: Уманов, Трестинский.
До 1924 года деревня входила в состав Горностаевской волости Михайловского уезда Рязанской губернии
.

### Происхождение названия
Название селения по фамилии землевладельца.

## Население
| 1929 | 2007 | 2010 |
| ---- | ---- | ---- |
| 606  | ↘36  | ↘31  |